# Svatá Kateřina (Mistr Theodorik)
Svatá Kateřina Alexandrijská vyniká mezi Theodorikovými obrazy v kapli sv. Kříže zejména svým bohatě zdobeným oděvem. Obraz je vystaven ve sbírce středověkého umění Národní galerie v Praze.

## Popis a zařazení
Olejová tempera na bukové desce 115 x 86,9 cm. Rám, zdobený stejným tlačeným dekorem jako pozadí obrazu, je původní. Obraz byl restaurován roku 1968 (R. Slánský) a v 80. letech (K. Veselý). Svatá Kateřina drží v rukou obvyklé atributy – v levé ruce mučící kolo s kovovými hroty, v pravé ruce meč, kterým byla podle legendy sťata.
Jemná podkresba vyznačující i ty nejjemnější detaily řadí obraz k hlavní skupině Theodorikových obrazů na Karlštejně. Samotná malba tváře je proti původní kresbě mírně posunuta a svými rysy je podobná např. Panně Marii na obraze sv. Anna Samotřetí. Celá skupina světic, která je umístěna v severovýchodním výklenku presbytáře v kapli sv. Kříže, se vyznačuje bohatým dekorem drapérie. Oděv sv. Kateřiny patří mezi nimi k nejnáročnějším a kromě složitého a bohatého vzoru samotného šatu je ozdoben plastickými aplikacemi. Na modrém azuritovém podkladu jsou šablonou naneseny šestičetné květy kombinované se stylizovanou chrysantémou, doplněné ručně malovanými trojlaločnými listy. Záhyby drapérie jsou stínovány ultramarínovou modří s kostní černí. Světice měla původně rozpuštěné vlasy splývající na pravé rameno. Po přemalbě azuritovou modří byl vzor na této části drapérie napodoben jen přibližně. Zároveň byla přemalována hnědou barvou původně zelená palmová ratolest a červenou barvou meč v její pravé ruce. Rozdíly v intenzitě malby vlasů od čela dolů napovídají, že světice mohla mít původně korunu nebo čelenku. Pastiglia s motivem vinného hroznu a šestičetných rozet, vytvořená ze směsi křídy a klihu, byla odlita do cínové formy. Na podklad byla připevněna olejovým lepem s přídavkem okru a minia.

### Sv. Kateřina v době Karla IV.
Svatá Kateřina patřila v době vzniku obrazu ve 14. století mezi nejpopulárnější světice. Byla patronkou učenců a studentů a také nově založené Karlovy Univerzity. Pro Karla IV. měla i zvláštní význam osobní, protože v den svátku sv. Kateřiny 25. listopadu vybojoval jako mladý šestnáctiletý kralevic roku 1332 vítěznou bitvu u hradu San Felice v severní Itálii. V bohatě zdobené soukromé oratoři Karla IV., v sousedství kaple Panny Marie na Karlštejně, je nástěnná malba sv. Kateřiny na pravém boku oltářní mensy. To byl zřejmě důvod, proč je tato kaple, původně zasvěcená patronu Lombardie sv. Palmáciovi, uváděna v literatuře jako kaple sv. Kateřiny.